# 霊松院 (南部直房側室)
霊松院（れいしょういん、? - 正徳3年（1713年））は、江戸時代前期の女性で、八戸藩初代藩主・南部直房の側室。2代藩主南部直政の生母。

## 生涯
川口源之丞（川口与十郎）の娘とされている。俗名は「孝」だが読み方は伝わっていない。正家は一男四女で四姉妹の長幼の順は分かっていないが末子とみられている。四姉妹はそれぞれ内堀家（天倫院、内堀頼宗室）、大釜家（名は不明）、千種家（覚心院）、中里家（霊松院、南部直房室）に嫁いだ。兄の死により川口家は改易されており、養育していた甥の万之丞を連れて中里数馬（後の南部直房）に嫁いだと考えられている。
寛文元年（1661年）に直政、寛文3年（1663年）には直常が誕生した。
直房が八戸藩主になると、寛文5年（1665年）8月に直房の生母である仙寿院と共に八戸に居住した。
寛文8年（1668年）に直房が急死したときは身重で、翌年に富（後の市橋政勝室）を出産した。なお、養育していた万之丞は後の八戸藩家老・川口利景である。